# Starotimóixkino
Starotimóixkino (en rus: Старотимошкино) és un poble (un possiólok) de l'óblast d'Uliànovsk, a Rússia, que el 2017 tenia 3.522 habitants. Pertany al districte de Barix.